# Даме у лаванди
Даме у лаванди (енгл. Ladies in Lavender) је британски филм и редитељски деби глумца Чарлса Денса. Филм је базиран на причи Вилијама Џ. Лока у којој се две сестре боре за наклоност човека двоструко млађег од њих.

## Радња
Година је 1936. Две сестре уседелице, Џенет и Урсула Видингтон (Меги Смит и Џуди Денч) живе у Корнволу на обали мора. Једнога дана на плажи проналазе жртву бродолома, згодног Андреја (Данијел Брил). Он је Пољак и не зна енглески. Иако је младић много млађи од њих, сестре се заљубљују и почињу прави мали рат за његову наклоност. Њихова заљубљеност се појачава сазнањем да је Андреја талентовани виолиниста. Након што се за згодног незнанца заинтересује и њихова сусетка Олга (Наташа Макелхон), две сестре почињу да се питају да ли би требало да младићево постојање пријаве властима. Олгин брат је познати руски виолиниста уз помоћ кога ће Андреја касније да искаже свој таленат...